# Новомосковский институт повышения квалификации
Новомоско́вский институ́т повыше́ния квалифика́ции (НИПК) — один из ведущих центров подготовки и повышения квалификации руководящих работников и специалистов аварийно-спасательных служб в сфере обеспечения промышленной и экологической безопасности, охраны труда и окружающей среды для предприятий различных отраслей промышленности, а также объектов по хранению и уничтожению химического оружия в России.
Полное наименование: федеральное государственное бюджетное образовательное учреждение дополнительного профессионального образования «Новомосковский институт повышения квалификации руководящих работников и специалистов химической промышленности». Сокращенное наименование — ФГБОУ ДПО «НИПК».

## История становления и развития

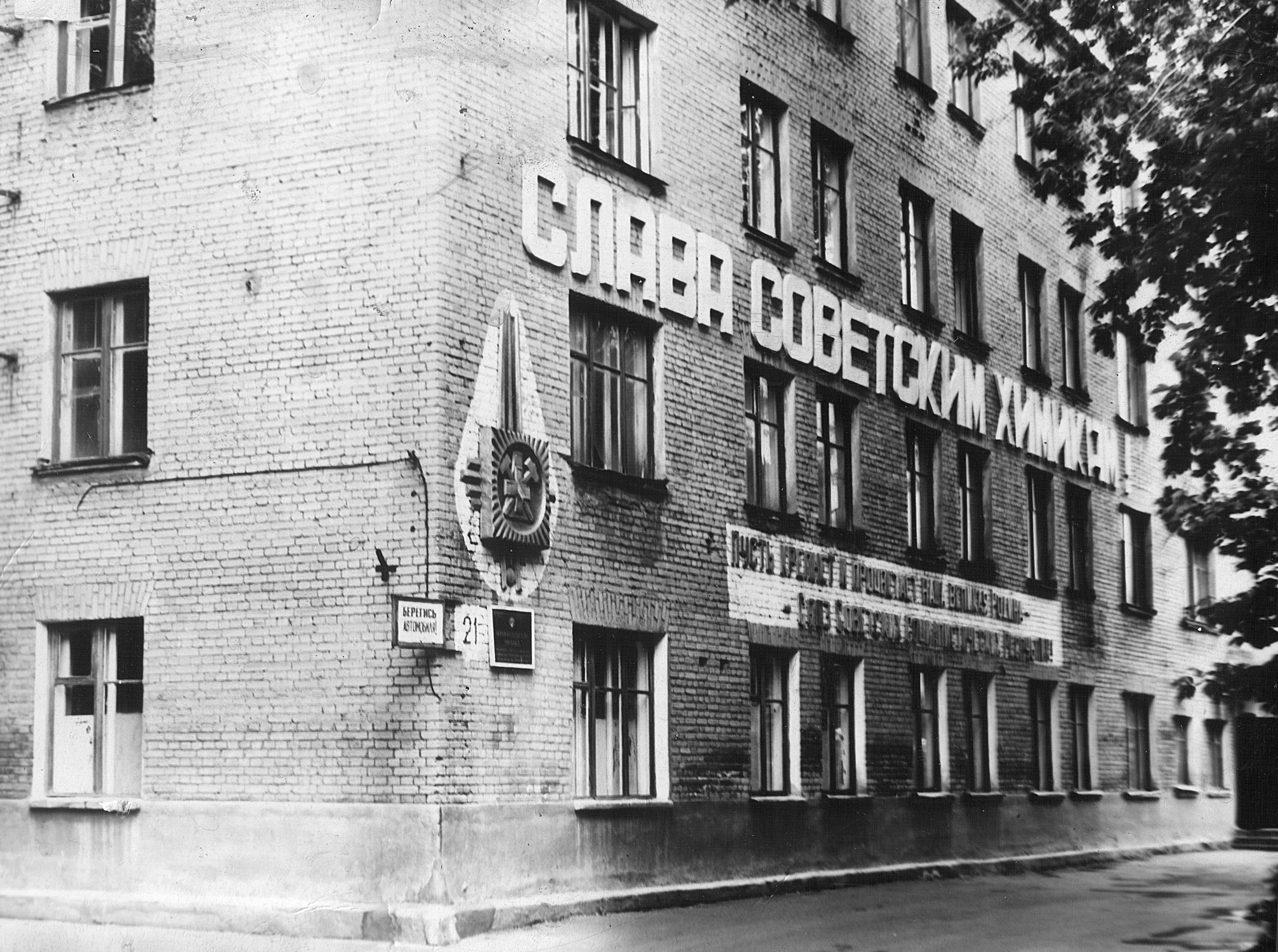
Здание филиала Московского института повышения квалификации руководящих работников и специалистов химической промышленности в 1970-х.

Приказом по Министерству химической промышленности СССР от 15 декабря 1969 года № 770 в городе Новомосковске организован филиал Московского института повышения квалификации руководящих работников и специалистов химической промышленности для обучения начальствующего состава ведомственной военизированной, пожарной охраны и горногазоспасательных частей предприятий химической промышленности.
Исторически предполагалось обучать в филиале не более четырёхсот человек в год. Однако масштабы деятельности Новомосковского филиала МИПК стали быстро расти, появлялись филиалы кафедр, учебно-консультационные пункты на базе предприятий Минхимпрома, росло и число слушателей, обучавшихся в филиале. Расширился перечень учебных курсов, в том числе экономической, социально-психологической и делопроизводственной направленностей.
В 1990-е годы под влиянием неблагоприятной финансово-экономической ситуации институт был поставлен на грань своего существования. Только благодаря преданности своему делу и упорству коллектива в той нелегкой обстановке удалось сохранить институт. В 1993 году НФ МИПК был преобразован в государственное образовательное учреждение дополнительного профессионального образования «Новомосковский институт повышения квалификации руководящих работников и специалистов химической промышленности» (ГОУДПО «НИПК») Роскомхимнефтепрома.

## НИПК сегодня
Сегодня ФГБОУ ДПО «НИПК» ведет подготовку и повышение квалификации широкого круга руководящих работников и специалистов аварийно-спасательных служб, в сфере обеспечения промышленной и экологической безопасности, охраны труда и окружающей среды дня предприятий различных отраслей промышленности, а также объектов по хранению и уничтожению химического оружия. Газоспасатели всех должностных уровней — от рядового состава до командного состава аварийно-спасательных формирований предприятий и организаций всех отраслей проходят подготовку и повышение квалификации в НИПК.
Важное место в работе ФГБОУ ДПО «НИПК» занимает разработка проектов нормативных документов для МЧС России, Ростехнадзора и ряда других министерств и ведомств РФ в части оценки потенциальной опасности и обеспечения готовности к реагированию на чрезвычайные ситуации техногенного характера.
ФГБОУ ДПО «НИПК»— единственное в Центральном Федеральном округе образовательное учреждение, аккредитованное в качестве Независимого аттестационно—методического центра в соответствии с ISO/IEC 17024, СДА-16 и РД 03-19-2007 по различным областям надзора, в том числе осуществляет повышение квалификации и проведение предаттестационной подготовки в области экологической и промышленной безопасности для последующей аттестации в аттестационных комиссиях Ростехнадзора руководителей и специалистов предприятий.
МЧС России, Ростехнадзор, Минэнерго России, Минпромторг России привлекают ФГБОУ ДПО «НИПК» к разработке учебных программ по подготовке спасателей, а также проектов нормативной документации федерального уровня, регламентирующей вопросы организации и функционирования аварийно-спасательных служб.
За годы работы сотрудники института неоднократно поощрялись Почётными грамотами различных министерств и ведомств страны. 

## Кафедры

### Кафедра «Газоспасательные службы и формирования» (ГСС)
Существует с момента основания филиала, была и остается ведущей кафедрой института. Её наименование неоднократно видоизменялось:
- 1970 год — кафедра «Горногазоспасательная служба и охрана химических предприятий»;
- 1984 год — кафедра «ВГГСС и ВОХР»;
- 1985 год — кафедра в приказах упоминается как «ВГСС и ВОХР и химической технологии»;
- 1987 год — кафедра «ВГГСС, ВОХР и спецдисциплин»;
- 1993 год — кафедра «АСФ и ЧС»;
- с 2001 года — кафедра «ГСС».

Понимая всю ответственность и значимость подготовки спасателей и персонала к локализации и ликвидации химических аварий, коллектив кафедры старается максимально адаптировать обучение к существующим условиям, сократить дистанцию между учёбой и работой на реальной аварии. Сложившаяся за долгие годы существования кафедры система подготовки личного состава аварийно-спасательных формирований является во многом уникальной, основанной на самых современных технологиях спасения.
Выпускники кафедры приобретают знания и навыки:

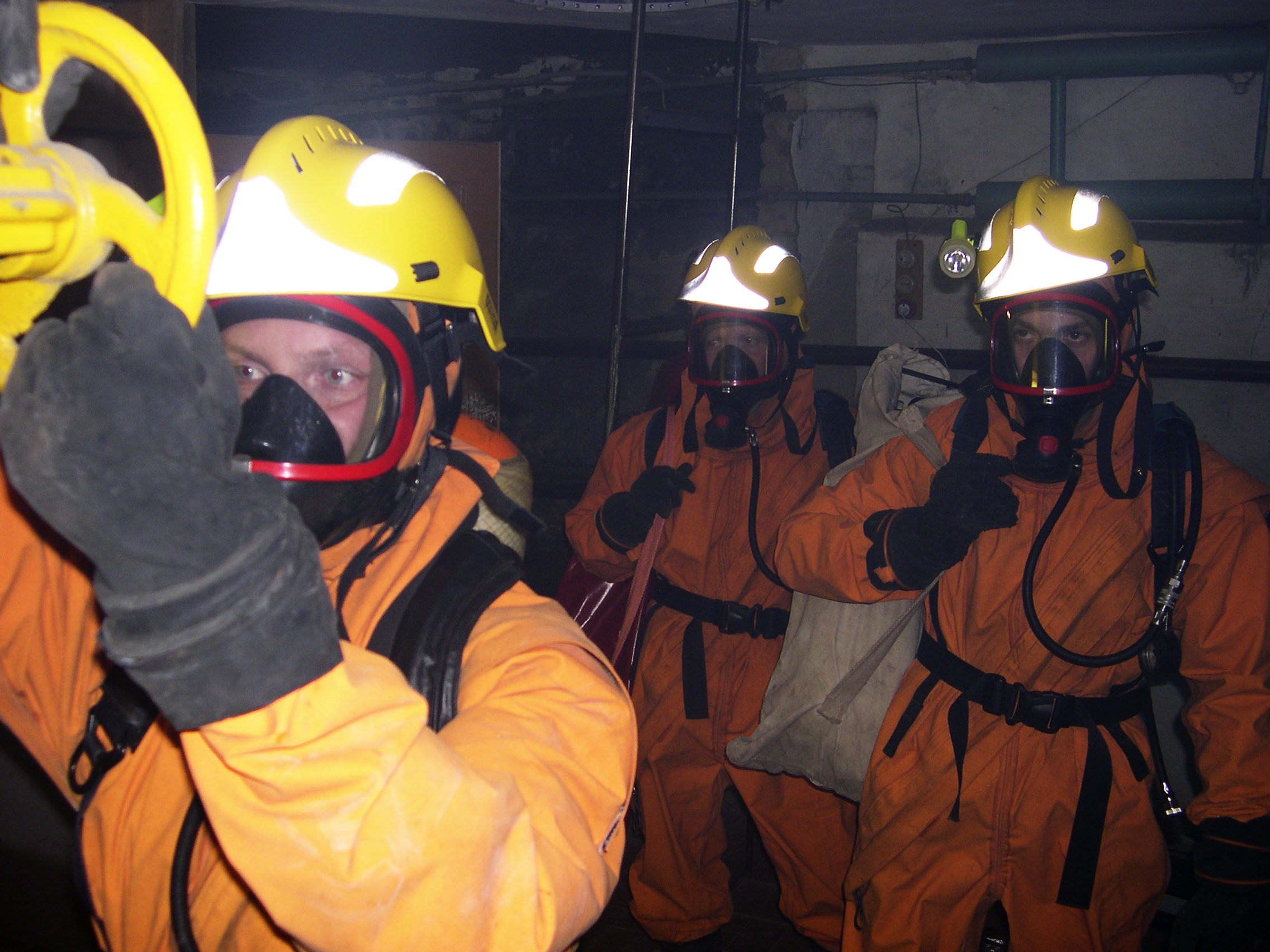
Газоспасатели на занятиях.

- По организации и проведению газоспасательных работ, в том числе в тактике действий подразделений с целью спасения людей из непригодной для дыхания атмосферы;
- В осуществлении спасательных работ на высоте, в колодцах, цистернах и ёмкостях;
- В выполнении аварийно-технических мероприятий по локализации утечек и выбросов АХОВ;
- По оказанию первой медицинской помощи пострадавшим при химических авариях;
- В безопасной эксплуатации и обслуживании применяемого технического оснащения;
- По организации профилактических и газоопасных работ.

Общая численность обученных на кафедре ГСС только за последние три года составляет свыше 15 тысяч человек. В это число входят как нештатные, так и профессиональные спасатели и другие специалисты аварийно-спасательных служб и формирований различной ведомственной и территориальной принадлежности.

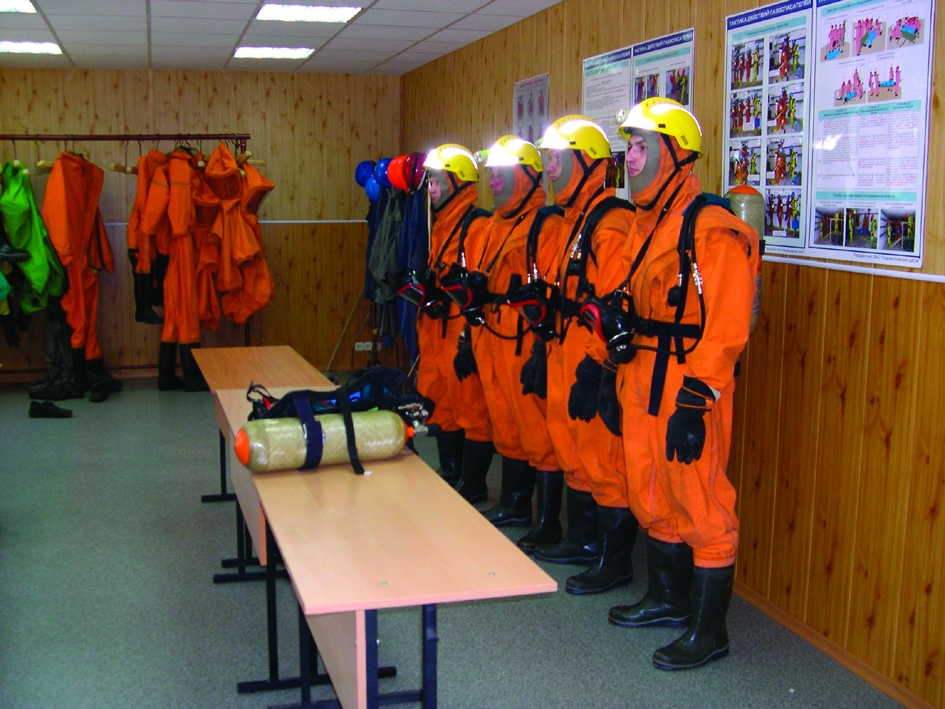
Занятия на кафедре ГСС.

В настоящее время на кафедре ГСС проходят подготовку представители практически всех регионов России, а также ближнего зарубежья. В числе слушателей газоспасатели из Белоруссии, Украины, Болгарии, Молдавии.
Среди обучающихся — технологический персонал и руководство опасных производственных объектов, газоспасатели и командный состав объектовых газоспасательных формирований и газоспасательных команд объектов по уничтожению химического оружия, пожарные, специалисты городских служб спасения, областных спасательных отрядов, спасатели МЧС России (в том числе отрядов ЦАМО «Центроспас» и 294 ЦСООР «Лидер»), представители силовых структур.
Обучение происходит как на базе института, так и непосредственно в подразделениях и на предприятиях с выездом преподавателей на места. Обширная география поездок и знание реальной обстановки помогают постоянно совершенствовать учебный процесс, обобщать и доводить до слушателей опыт, накопленный лучшими спасательными формированиями страны. На кафедре ведётся обширная учебная и научно-методическая работа. Специалисты кафедры занимаются подготовкой широкого спектра нормативных документов, методической литературы, конструкторских разработок по газоспасательной тематике.
Преподавательский состав систематически привлекается к работе по оценке состояния и проверке готовности аварийно-спасательных формирований, выполняющих газоспасательные работы на объектах Минпромторга России, Минэнерго России, Государственной корпорации по атомной энергии «Росатом», участвуют в работе Межведомственной аттестационной комиссии при проверке организации аттестации АСС, АСФ и спасателей на территории Российской Федерации, в проверках, проводимых Центральным аппаратом Ростехнадзора и МЧС России.

### Кафедра «Техника, технология и промышленная безопасность» (ТТиПБ)
Предшественницей кафедры ТТиПБ в её современном контексте явилась кафедра прогрессивной технологии, новой техники, эксплуатации и ремонта оборудования (1986 год). Но в 1990-е годы кафедра под влиянием неблагоприятной финансово-экономической ситуации в стране, как и некоторые другие подразделения института, была сокращена.
В 1999 году кафедра была воссоздана под новым названием ТПБ.
В 2001 году кафедра была вновь переименована и по настоящее время её официальное название — кафедра «Техника, технология и промышленная безопасность».
Долгое время кафедру возглавлял Николай Михайлович Кочетов. Под его руководством институт получил высококвалифицированных специалистов: Романа Евгеньевича Васькова, Виктора Вячеславовича Жульнева и Галину Алексеевну Маркину. Их работы стали основой ряда нормативных государственных документов в области промышленной безопасности.
С 2005 по 2007 годы кафедру возглавлял Виктор Вячеславович Жульнев, кандидат технических наук.
С 2007 по 2014 годы кафедрой заведовал Виталий Васильевич Богач, кандидат химических наук.
В 2007 году НИПК аккредитовался в качестве Независимого аттестационно-методического центра в соответствии с ISO/IEC 17024, С ДА-16 и РД 03-19-2007. В связи с этим на кафедре ведётся работа по предаттестационной подготовке по направлениям:
- промышленная безопасность в области химии, нефтехимии и нефтепереработки;
- промышленная безопасность в области газораспределения и газопотребления;
- промышленная безопасность в области котлонадзора;
- промышленная безопасность в области подъёмных механизмов;
- промышленная безопасность в области перевозки опасных грузов;
- промышленная безопасность в области переработки растительного сырья.

Сегодня одним из направлений деятельности кафедры является выполнение научно-исследовательских и экспертных работ в области промышленной безопасности.
Перечень предприятий, являющихся нашими постоянными заказчиками в сфере образовательных услуг, постоянно ширится. Некоторые из них: ЗАО «Рязанская нефтеперерабатывающая компания», ЗАО «Рязанский НПЗ», ОАО «Ангарская нефтехимическая компания», ОАО «Азот» (Березники, Пермский край), КОАО «Азот» (Кемерово), ОАО «ЕвроХим-Белореченские Минудобрения», ЗАО «Илим Химпром», ЗАО «КуйбышевАзот», ОАО «Лукойл», ОАО «Нижнекамскнефтехим», «РУСАЛ Глобал Менеджмент Б. В.» (Нидерланды), ОАО «ХК Татнефтепродукт», Управление «Татнефтегазпереработка» ОАО «Татнефть», ОАО «СибурНефтехим», ОАО «Сибнефть-Омский НПЗ» и многие другие.
Общая численность обученных специалистов на кафедре ТТиПБ за период 2004—2008 гг. превышает семь тысяч человек.

### Кафедра «Охрана труда и окружающей среды» (ОТиОС)
История кафедры начинается с 1994 года и насчитывает уже 15 лет плодотворной работы в области подготовки, переподготовки и повышения квалификации специалистов в области экологии и охраны труда. Заведовал кафедрой до 2002 года Сергей Васильевич Караманенко, кандидат технических наук.
Первоначальное название кафедры «Экология и рациональное природопользование» (Э и РП).
В 1999 году (приказ № 31/к от 29.01.97) кафедра стала называться «Технология, охрана труда и окружающей среды».
В 2001 году решением Учёного совета института кафедра получает современное наименование.
С января 2002 года по август 2009 года кафедру возглавлял Тимонин Владимир Евгеньевич. За эти годы получило достойное развитие направление педагогической подготовки производственного персонала, основанное на авторском курсе «Основы педагогических знаний».
С 2007 года приказом Ростехнадзора от 20.11.2007 г. № 793 ГОУДПО «НИПК» аккредитовано в качестве Независимого аттестационно методического центра в соответствии с ISO/IEC 17024, СДА-16 и РД 03-19-2007. На кафедре ОТиОС проводится предаттестационная подготовка и проверка знаний в области обеспечения экологической безопасности (Свидетельство об аккредитации НАМЦ № 440) с применением мобильных технологий в процессе обучения и проверки знаний по направлениям:
- обеспечение экологической безопасности руководителями и специалистами общехозяйственных систем управления;
- обеспечение экологической безопасности руководителями и специалистами экологических служб и систем экологического контроля;
- обеспечение экологической безопасности при работах в области обращения с опасными отходами.

Кроме того, на кафедре проводится обучение и проверка знаний по направлениям:
- охрана труда
- охрана труда (отдельные категории застрахованных)
- основы педагогических знаний
- основы педагогических знаний
- инструкторы производственного обучения.

Общая численность обученных специалистов на кафедре ОТиОС за период 2006—2008 гг. составляет более двух тысяч человек.

## Общественная деятельность

### Работа со школами

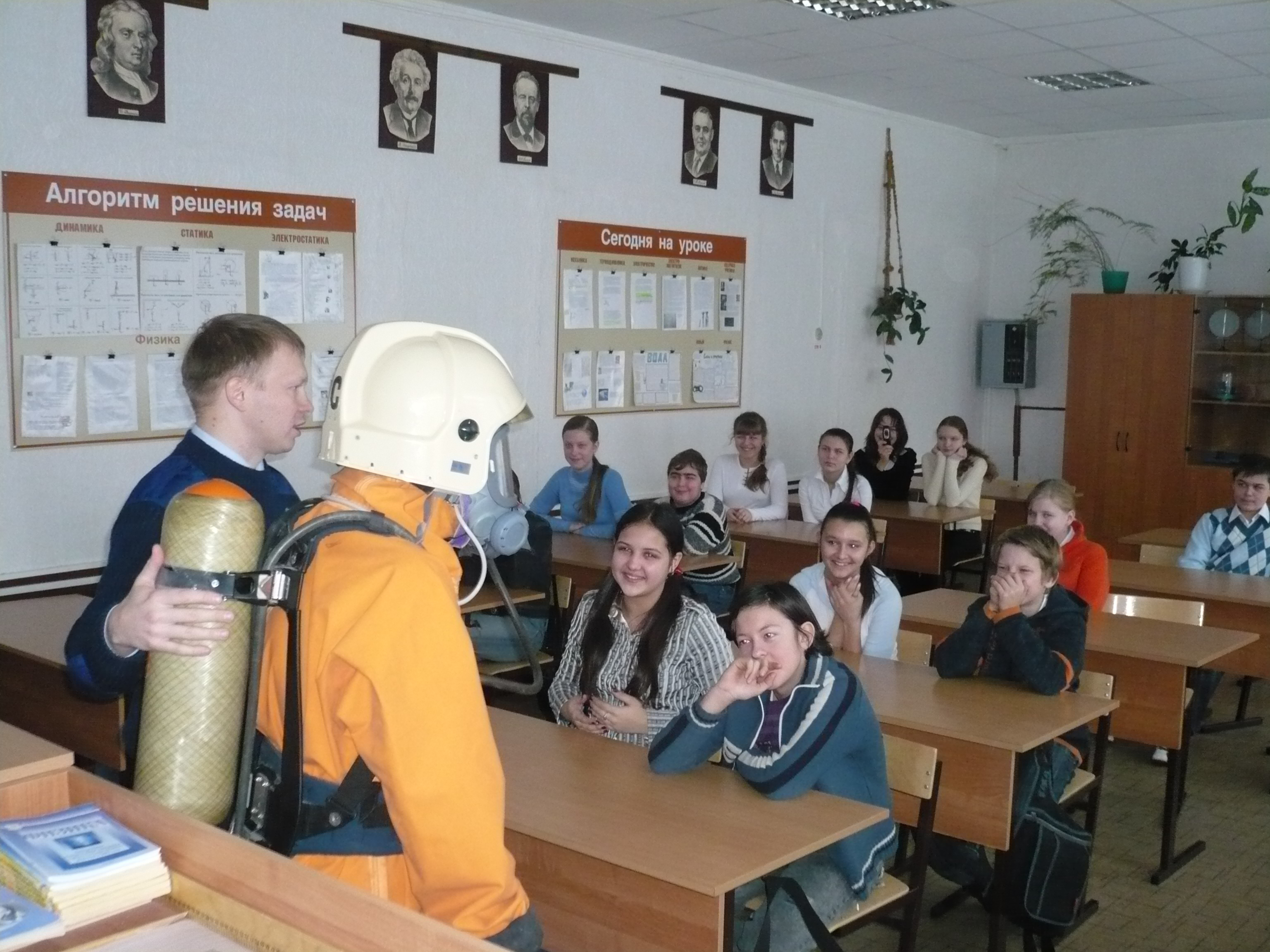
Занятия в школах.

Неотъемлемой частью общественной деятельности ГОУДПО «НИПК» является воспитание ответственного отношения к вопросам безопасности жизнедеятельности подрастающего поколения. С этой целью работники института посещают открытые уроки в средних школах, рассказывают о важности соблюдения мер безопасности в повседневной жизни, знакомят со сложной, но интересной работой спасателей.
Подобные учебно-воспитательные мероприятия дают возможность сегодняшним школьникам быть готовыми к реалиям современной жизни.

### Семинары
Раз в три года на базе ФГБОУ ДПО «НИПК» проводится семинар командиров аварийно-спасательных формирований, обслуживающих опасные производственные объекты России.
Главными задачами семинара являются: обсуждение актуальных вопросов функционирования газоспасательных формирований, состояния нормативно-правовой базы, решение насущных проблем обеспечения безопасности опасных производственных объектов, обмен накопленным опытом, знакомство с современными образцами спасательного оборудования.
В семинарах принимают участие представители профильных министерств и ведомств, руководители профессиональных и нештатных аварийно-спасательных формирований, обслуживающих опасные производственные объекты, специалисты региональных центров по подготовке газоспасателей, фирмы-производители аварийно-спасательного оборудования и инструмента.
Проведение подобных мероприятий позволяет выработать правильное понимание роли газоспасательных формирований объектового звена в комплексном подходе к обеспечению промышленной безопасности опасных производственных объектов и эффективной локализации и ликвидации аварийных ситуаций на начальном этапе их возникновения.

### Испытания

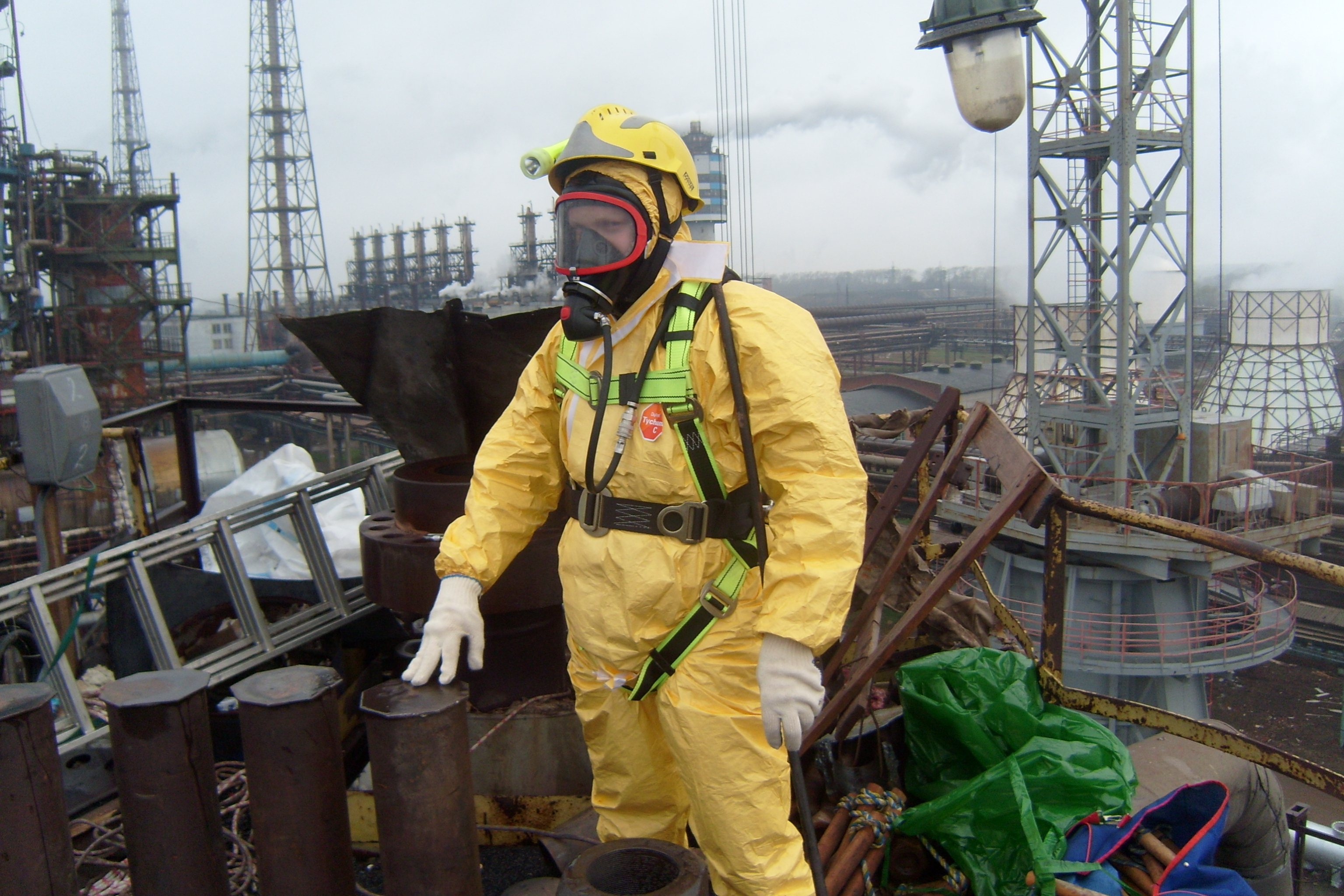
Испытания.

Работниками ФГБОУ ДПО «НИПК» проводятся испытания средств индивидуальной защиты и другого оборудования, используемого для ведения аварийно-спасательных работ в реальных условиях.

### Республиканский конкурс газоспасателей

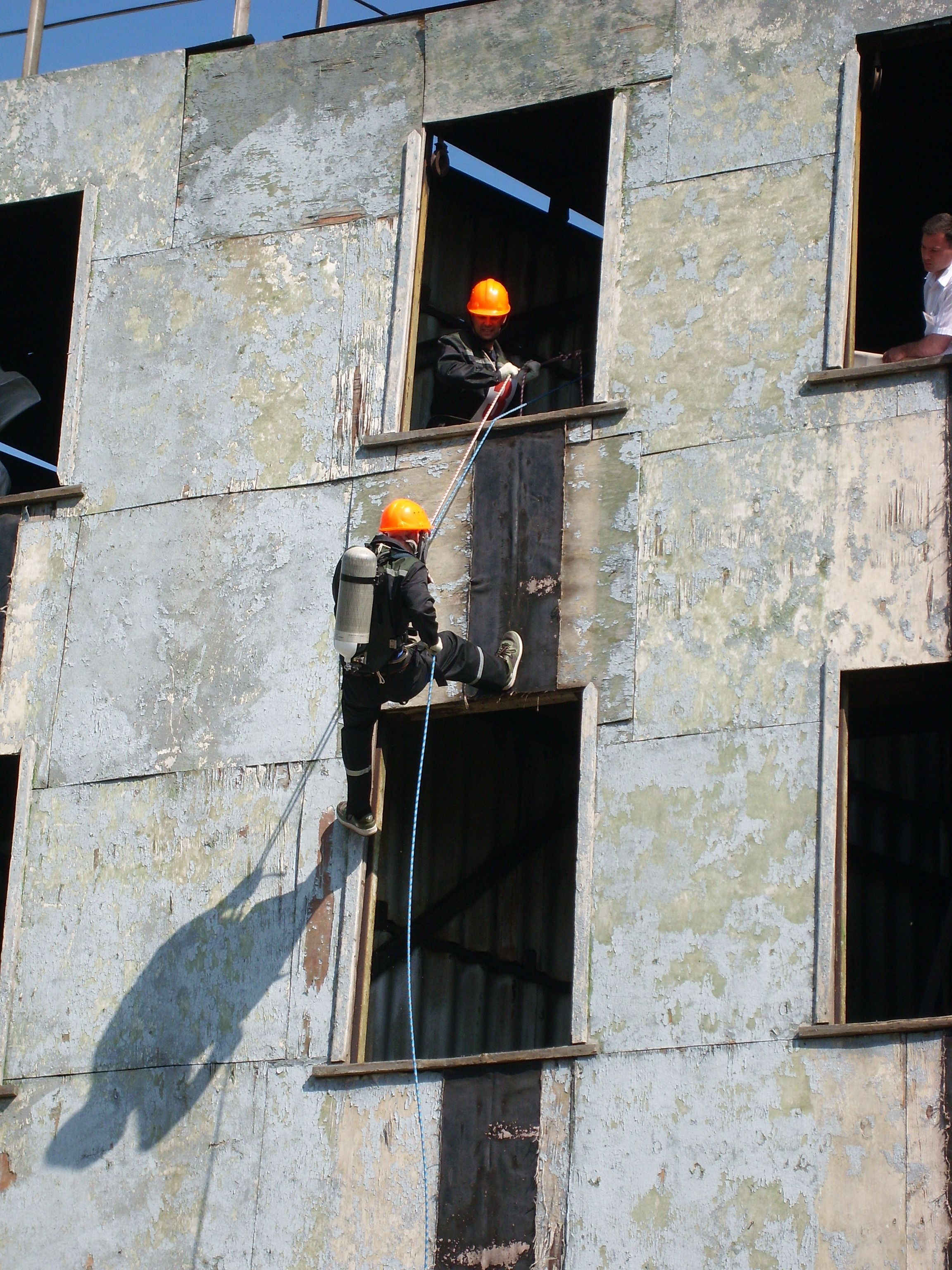
Республиканский конкурс газоспасателей.

С 2007 года в региональном учебном центром «Техника» (город Уфа) при поддержке Управления Ростехнадзора по Республике Башкортостан проводится ежегодный республиканский конкурс газоспасателей.
Специалисты кафедры ГСС ФГБОУ ДПО «НИПК» принимают самое непосредственное участие в этом конкурсе в качестве судей и разработчиков программы соревнований. Такие мероприятия позволяют продемонстрировать объектовым аварийно-спасательным формированиям навыки ведения аварийно-спасательных работ в условиях, максимально приближенных к боевым. Чтобы доказать свой профессионализм, участникам приходится осуществлять различные элементы спасательных работ: навеску веревок и спуск с высоты в дыхательном аппарате, оказание первой медицинской помощи пострадавшим, устранение утечки опасного вещества из трубопровода, выполнение комплексной задачи по поиску и спасению человека из аварийного объекта. На соревнованиях выявляются лучшие аварийно-спасательные формирования и газоспасатели в Башкортостане, происходит обмен опытом, изучение перспективных наработок в тактике действия подразделений, повышение профессионального мастерства.